# Hau drauf, Kleiner
Hau drauf, Kleiner ist eine im Sommer 1973 entstandene deutsche Filmkomödie des Erfolgsduos May Spils (Regie) und Werner Enke (Hauptrolle).

## Handlung
Der Lebenskünstler und professionelle, weil davon zutiefst überzeugte, Arbeitsverweigerer Charly hat es sich in seiner kleinen, privaten Welt kommod eingerichtet und lebt, wie weiland in der griechischen Antike Diogenes, zurückgezogen in einer Tonne, die in einem Münchner Hinterhof abgestellt wurde. Einzig die Angst, frühzeitig zu vergreisen und allmählich seine Haarpracht zu verlieren, treibt ihn ernsthaft um. Als erklärter Pazifist hält er auch erwartungsgemäß nichts vom Dienst an der Waffe und verweigert sich einer anberaumten Reserveübung der Bundeswehr. Als aber seine Totalverweigerungshaltung auf taube Ohren stößt, bleibt dem Null-Bock-Apologeten nichts anderes übrig, als sich aus seiner Komfortzone herauszubewegen und sich zu verdrücken.
Zwei Bundeswehr-Feldjäger sind fortan Charly ständig auf den Fersen, um ihn doch noch in eine Uniform stecken zu können. Da Charly nun aber bald Geld benötigt, um wenigstens seine Grundbedürfnisse zu stillen, kommt er auf die Idee, sich mit seinem Kumpel Henry als Vertreter für Haarwuchsmittel zu versuchen. Bald geraten die beiden Männer in einige haarsträubende Situationen, die sie aber gewohnt unaufgeregt mehr schlecht als recht  meistern. Bei einer Verkaufstour lernen sie einen Würstchenverkäufer kennen und kreuzen die Pfade eines Detektivs, der gerade dabei ist, Jagd auf ein Kaugummi kauendes Phantom zu machen. Schließlich haben die Feldjäger Charly eingeholt, nehmen ihn mit sich und buchten den Totalverweigerer erst einmal in eine Arrestzelle ein. Doch Charly kann entfliehen und trifft Henry und den Detektiv wieder, denn das Phantom läuft ja noch immer frei herum …

## Produktionsnotizen
Hau drauf, Kleiner entstand zwischen dem 22. Juli und dem 2. September 1973 in München und Umgebung und erlebte seine Uraufführung am 25. Januar 1974.
Werner Enke verfasste das Drehbuch unter Pseudonym. Hans-Jürgen Tögel war Regieassistent. Hau drauf, Kleiner war der dritte von fünf abendfüllenden Filmkomödien, die Spils und Enke zwischen 1967 und 1982 gemeinsam drehten.

## Kritiken
„Werner Enke und May Spils, der dösende Bastel-Chaot und seine wache Antreiberin, haben ein Monopol im deutschen Lustspielfilm: Außer ihnen gibt es nämlich weit und breit nichts. Aber nicht nur deshalb ist auch ihr dritter Film wieder ein Treffer […] Es zeigt sich, daß diese Art von individuellem Skurrilfilm eine Gattung für sich ist: Enkes komische Wortschrubbelbürste, variabel je nach fortgeschrittenem Lebensalter. Enkes Panik ist die schreckliche Zeit, die ihn im Sauseschritt ereilt: Schon wähnt er sich als Tattergreis und Frührentner ohne Rente, umstellt von lauter bösen Buben. Wenn man dann noch den Horror dazurechnet, daß ja jeder seine Erwartungen an Enke, den Berufsspinner, stellt, daß er also immer von neuem beweisen muss, daß er noch in alter Qualität zu spinnen imstande ist, dann hat er schon ein Hundeleben so von Film zu Film. Doch noch hat ihn der Leistungsdruck nicht erschlagen. Als Querdenker und arbeitsscheuer Heimgarten-Diogenes, als Bundeswehrschwänzer und vor bösen Buben flüchtender Flatterbold pflügt er sich durch seinen ‚philosophischen Kack‘, nährt sich ‚abgelumpt und ausgelabert‘ von Schnorrertricks und Haarwuchsreklame. Wie gut er sein kann, zeigt vor allem eine TV-Szene, in der er als Reporter einen Friseur interviewt: Im Haarspalter-Nonsens ist er unschlagbar. Der Film wirkt wie ein Gagskizzenbuch: Grübelklamotte mit Sprach-Kack […] Hübsch draufgehauen, Kleiner!“

„Enke, der Ewig-Abgeschlaffte, ist gereift und dennoch leidet er weiter. An sich selbst und dazu diesmal an der so genannten Alters-Jugend-Schwäche …“

„Nach ‚Zur Sache, Schätzchen‘ und ‚Nicht fummeln, Liebling‘ hat das Team Werner Enke / May Spils eine ganze Karteisammlung skurriler Gags und verrückter Blödeleien auf die Leinwand losgelassen … Ein Film für junge Leute und für solche, die was gegen das Establishment haben.“

„Nach ‚Zur Sache, Schätzchen‘ und ‚Nicht fummeln, Liebling‘ heißt es jetzt ‚Hau drauf, Kleiner‘. Werner Enke und May Spils, das unzertrennliche Filmgespann aus München, hat nach drei Jahren wieder ein Faß aufgemacht und läßt neue Sprüche los.“

„Der nach ‚Nicht fummeln, Liebling‘ zweite Versuch von May Spils und Werner Enke, an ihren Erfolgsfilm ‚Zur Sache, Schätzchen‘ anzuknüpfen. Erneut steht im Mittelpunkt ein gammelnder Schwadronierer, der der Leistungsgesellschaft den Rücken kehrt, ohne ihren Zwängen zu entkommen. Als Wehrpflichtiger bringt er einen Feldwebel der Bundeswehr zur Raserei, setzt sich ab, wird eingefangen und stellt dazwischen allerlei Unsinn an. Zur echten Satire fehlt dem Film das Format. Die Regie begnügt sich damit, mehr oder weniger amüsante Nummerngags aneinanderzureihen.“